# Николай (Скородинский)
Николай Скородинский (пол. Mikołaj Skorodyński; 15 января 1751 — 23 мая 1805) — Львовский греко-католический епископ (1799—1805), педагог, доктор богословия, профессор богословия, декан и ректор Львовского университета (1804—1805).

## Биография
Родился в семье униатского священника. Его сестра Софья была матерью церковного и общественно-политического деятеля, ректора Львовского университета имени Иосифа II М. Г. Барвинского.
Обучался в коллегиуме пиаристов, изучал философию во Львовской академии иезуитов. В 1775 году поступил в Барбареум. Завершил обучение в Вене в 1780 году.
В январе 1782 года был рукоположен. Был преподавателем морального и пасторального богословия при Львовской греко-католической духовной семинарии и генеральным викарием Собора Святого Юра.
С 1784 года читал лекции по богословию во Львовском университете имени Иосифа II и вице-ректором Львовской духовной семинарии.
С 1787 года — генеральный викарий Львовский, в 1794—1795 гг. — декан богословского факультета Львовского университета.
В ноябре 1798 года получил номинацию на место епископа Львовского, хиротония состоялась 31 марта 1799 г.
В 1804—1805 годах был ректором Львовского университета имени Иосифа II.
Перевёл на польский язык учебник по пастырскому богословию Франца Гифтшютца.